# Аин Газал
Аин Газал ('Аин-Газал, ʿayn ġazāl عين غزال
) је неолитскио археолошко налазиште у Јордану.

## Локалитет
Насеље код Аин Газала ("извор газела") је настало у средњем прекерамичком неолиту Б и дели се у две фазе. Прва фаза почиње 10.300. године пре садашњости и траје до 9.950. пре садашњости, а друга се завршава 9.550. пре садашњости.
У овом педиоду на Леванту се дешавала велика промена у начину живота. Покретни ловци-сакупљачи су постајали седетарни пољопривредници.
Аин Газал је на свом врхунцу 7.000 година пре нове ере прекривао од 10 до 15 хектара где је живело 3.000 људи (4 пута више него на Јерихону). Али, популација је нагло опала за само пар генерација након 6.500. п. н. е.

## Локација и карактеристике
Несеље се налазило у релативно богатој околини, одмах поред реке. Налази се на надморској висини од око 720 метара.
Аин Газал је почео као типично прекерамичко неолитско село скромне величине. Куће у насeљу су се правиле од черпића (правоугаоних цигла од блата које нису печене). Зидови су били обложени блатом споља и кречњако изнутра.
Докази прикупљени током ископавања сведоче о томе да је околни терен био покривен шумом и нудио становницима различите економске ресурсе. Имало је и доста обрадиве земље у насељу. Али упркос повољним условима, подручје Аин Газала је врло осетљиво на климатске промене.

## Економија
Као у свим раним пољопривредним заједницама, становници Аин Газала су гајили житарице (јечам и стару врсту пшенице), махунарке (грашак, пасуљ и сочиво) у пољима изнад села. Такође су узгајали козе. Осим овога су ловили дивље животиње – јелена, газелу, коња, свињу и мале сисаре попут зеца и лисице.
Исхрана становника Аин Газала у прекерамичком неолиту Б је била разноврсна. Припитомљене биљке попут пшенице, јечма и махунарки су се доста јеле, али уз њих се јело и доста дивљих биљака. Да ли је било припитомљених животиња у насељу и даље није сигурно. Козе су се користиле у изобиљу за производњу секундарних производа, али оне нису биле морфолошки припитомљене. У насељу се јео и велики број дивљих животиња, које су били главни извор протеина за становнике.
Аин Газал се налази у околини повољној за пољопривреду и проширио се као резултат тога. Археолози верују да је земља широм Блиског истока  постала исцрпљена након 700 година пољопривреде и као резутат тога није више била плодна. Људи из тих малих села су их напуштали и селили се са својом стоком на места са бољом земљом, попут Аин Газала који је могао да прими велики број људи. За разлику од других места, људи су долазили у Аин Газал без много ствари и могуће је да су били гладни што је довело до разлике у класама људи. Долазак нових људи је  вршио притисак на друштвену структуру насеља. Као резултат доласка великог броја људи, болести су се брже шириле и ресурси су се брзо црпили.
Постоје и докази о рударским активностима као делу процеса производње на Аин Газалу.

## Култура

### Статуе
У ранијим фазама Аин Газала постоје мале керамичке фигурине које су вероватно били коришћене као личне или породичне ритуалне фигуре. Има фигура животиња и људи. Животињске фигуре су прикази рогатих животиња попут тура. Неке од фигура животиња су пробијане ножем код виталних делова и закопаване у кућама. Друге фигуре су спаљене и уклоњен са остатком ватром. Становници су подизали ритуалне објекате у којима су користили веће статуе и фигуре. Поред монументалних стату и фигура, пронађене су и мале глинене и камене плочице са геометријским урезима.
Од 195 фигура (40 људских и 155 животињских) пронађених на локалитету; 81% је из периода средњег прекерамичког неолита Б док је само 19% из периода касног прекерамичког неолита Б и прекерамичког неолита Ц. Већина фигура приказује стоку.
Али, Аин Газал је познат по сету антропоморфних статуа које су проналажене закопане у јамама близу посебних зграда које су можда служиле као ритуална места. Ове статуе су 1:2 прикази људи, направљене од везаних грана обложених белим гипсом. Статуе су биле обојене. Одећа, коса, а понекад су чак и орнаменталне тетоваже цртане. Од 32 пронађене антропоморфне статуе, било је 15 комплетних статуа, 15 биста, и 2 фрагментованих глава. Три статуе су биле двоглаве.

### Обреди сахрањивања
Током поседњих година су пронађени докази обреда сахрањивања у прекерамичком неолиту Б. Лобања је била уклањана након распадања тела, али је понекад остављан доњи део вилице у гробу. Овај ритуал се везује за неку форму "култа предака".
Људи су сахрањивани испод подова кућа, као и на другим локалитетима из овог периода. Након што се покојник распао (неких 10 до 15 година након смрти) гроб је био откопаван и лобања се вадила. Неке од ових лобања су биле украшаване. Ово је највероватније представљало исказивање поштовања према мртвима. Али нису сви сахрањивањи исто. За разлику од других локалитета из овог периода, на Аин Газалу су нека тела бацана у отпадне јаме и није им се узимала лобања. Научници процењују да је 1/3 свих сахрана овако урађена. Ово су можда били људи који су долазили у Аин Газал и били припадници нижих класа.
Становници су своје покојнике сахрањивали или испод подова кућа или у околи куће. Након што би им се уклонила лобања (и украсила можда) она би била сахрањена у другу плитку јаму испод куће. Али, већина покојника је бацана у јаме за отпад и без уклањања лобања. Зато што је само мали број људи добијао третман сахрањивања док је већина бацана у јаме могуће је да се ради о некој аристократији или вишој класи када се лобање уклањају након смрти.

## Ископавања
Локалитет је откривен 1974. године када су радници правили пут на том месту. Ископавања су почела 1982. године, али до тог времена је око 600 метара пута пролазило кроз локалитет. Упркос штети коју је изазвала урбана експанзија, оно што је остало од Аин Газала је пружило доста информација. Ископавања су настављена до 1989. године. Једна од најзначајнијих налаза се десио већ 1983. године када су у јами од 2,5 метра пронађене познате антропоморфне статуе.
Након овога је урађено још једно ископавање почетком 1990-их. Водили су га Гери Ролефсон и Зеидан Кафафи.